# Michał (Kosmodiemjanski)
Michał, imię świeckie Michaił Iwanowicz Kosmodiemjanski (ur. 1858 w eparchii orłowskiej i siewskiej, zm. 22 września 1925) – rosyjski biskup prawosławny.

## Życiorys
Wykształcenie teologiczne uzyskał w Petersburskiej Akademii Duchownej, w której w 1884 otrzymał tytuł kandydata nauk teologicznych. Po ukończeniu nauki został zatrudniony jako nauczyciele w I szkole duchownej w Orle. W 1895 mianowano go nadzorcą wszystkich szkół parafialnych w eparchii, w tym samym roku przyjął święcenia kapłańskie. W 1901 został przeniesiony do eparchii stawropolskiej na analogiczne stanowisko. Od 1904 był nadzorcą szkoły duchownej w Stawropolu, zasiadał w konsystorzu eparchii, w 1906 otrzymał godność protoprezbitera. Cztery lata później złożył wieczyste śluby mnisze i natychmiast otrzymał godność archimandryty.
12 maja 1911 otrzymał nominację na biskupa aleksandrowskiego, wikariusza eparchii stawropolskiej. Jego chirotonia odbyła się 3 lipca tego samego roku 1911 w soborze św. Andrzeja w Stawropolu, pod przewodnictwem ordynariusza eparchii stawropolskiej arcybiskupa Agatodora.
Po rewolucji lutowej biskup Michał, podobnie jak arcybiskup Agatodor, z entuzjazmem przyjął upadek caratu i brał udział w świętach i zgromadzeniach organizowanych z tej okazji. W 1919 wziął udział w organizacji Tymczasowego wyższego zarządu cerkiewnego na południowym wschodzie Rosji, który miał sformować struktury prawosławne na terenach opanowanych przez Armię Ochotniczą gen. Denikina. Jego powołanie miało miejsce w maju 1919 w Stawropolu, sam zarząd działał przez rok. W 1919 biskup Michał objął urząd biskupa stawropolskiego po śmierci metropolity Agatodora. W 1920 biskup Michał emigrował do Jugosławii. Brał udział w utworzeniu Rosyjskiego Kościoła Prawosławnego poza granicami Rosji na soborze w Karłowicach w 1921, a następnie uczestniczył w pracach jego Synodu Biskupów. Osiedlił się w monasterze Grgeteg, gdzie żył do śmierci w 1925. Tam też został pochowany.